# マーガレット・ウッドブリッジ
マーガレット・ダーリング・ウッドブリッジ (Margaret Darling Woodbridge、1902年1月6日 - 1995年2月23日) はアメリカの競泳選手。結婚後の名前であるマーガレット・プレスリー (Margaret Presley) でも知られる。オリンピック金メダリストであり、世界記録を保持していたこともある。
1920年のアントワープオリンピックにアメリカ代表として出場した。女子4 × 100m自由形リレーでアメリカ代表の一員として金メダルを獲得した。ウッドブリッジと同じチームのフランシス・シュロス、アイリーン・ゲスト、エセルダ・ブレーブトリーの4人はこの時5分11秒6という世界新記録をたたき出した。個人では女子300m自由形で4分42秒8のタイムを出し、リレーのチームメイトであるエセルダ・ブレーブトリーに次いで2位となっている。
1989年に「名誉ある先駆的競泳選手」として国際水泳殿堂入りを果たした。